# Raimund Hörmann
Raimund Hörmann   (Ulm, 27 de maig de 1957) és un remer alemany, ja retirat, que va competir sota bandera de la República Federal Alemanya durant les dècades de 1970 i 1980.
El 1984 va prendre part en els Jocs Olímpics d'Estiu de Los Angeles, on guanyà la medalla d'or en la competició de quàdruple scull del programa de rem. Formà equip amb Albert Hedderich, Dieter Wiedenmann i Michael Dursch.
En el seu palmarès també destaquen quatre medalles en el quàdruple scull al Campionat del Món de rem, una d'or, dues de plata i una de bronze. A nivell nacional guanyà nou campionats alemanys del quàdruple scull entre 1977 i 1985.